# Het geheim en het bewijs
Het geheim en het bewijs is een artistiek kunstwerk in Amsterdam-Zuidoost.

Het beeld uit 2010 staat op de plek waar het Abcouderpad de Anna Blamansingel kruist. De Anna Blamansingel vormt de zuidelijke grens van de wijk Venserpolder waar straten vernoemd zijn naar schrijvers en vrijdenkers, zoals Boris Pasternakstraat, Berthold Brechtstraat en Bernard Shawsingel. Het bijna drie meter hoge eerbetoon aan Anna Blaman is ontworpen door Wendela Gevers Deynoot op verzoek van buurtbewoner Anton Berden. Gevers Deynoot liet zich inspireren door thema’s van Blaman zoals de door Kunstwacht Amsterdam genoemde 
uitersten, eenzaamheid, vrijheidsdrang, verbonden en gebroken, leven en dood, huis en hart.
 Het beeld zelf is van beton en zou qua vorm een weergave zijn van de schrijfstijl van Anna Blaman. Het beeld wordt vergezeld door teksten van haar Blaman op de omringende balustrades en zou moeten uitgroeien tot een ontmoetingsplek en herkenningsplek in de toen nieuw gebouwde wijk. Van de juiste kant bekeken bestaat het beeld uit een gespleten gezicht, waarvan één zijde gesloten oog en mond heeft; de andere zijde juist open oog en mond.
Omringende teksten luiden (tweede citaat in beeld weergegeven):
- Het geheim en het bewijs
Anna Blaman 1905-1960
- Behalve dat hij keek luisterde hij alsof heel het huis als een zeeschelp op z’n oor gedrukt stond
- Alles ging door in dat huis, in heel de wereld, er was niets van belang dat ook maar even op een schokkende manier uit de maat raakte, niets-

Het beeld werd op 12 december 2010 onthuld door wethouder Carolien Gehrels. Het kreeg de Amsterdamse Straatkunstprijs.

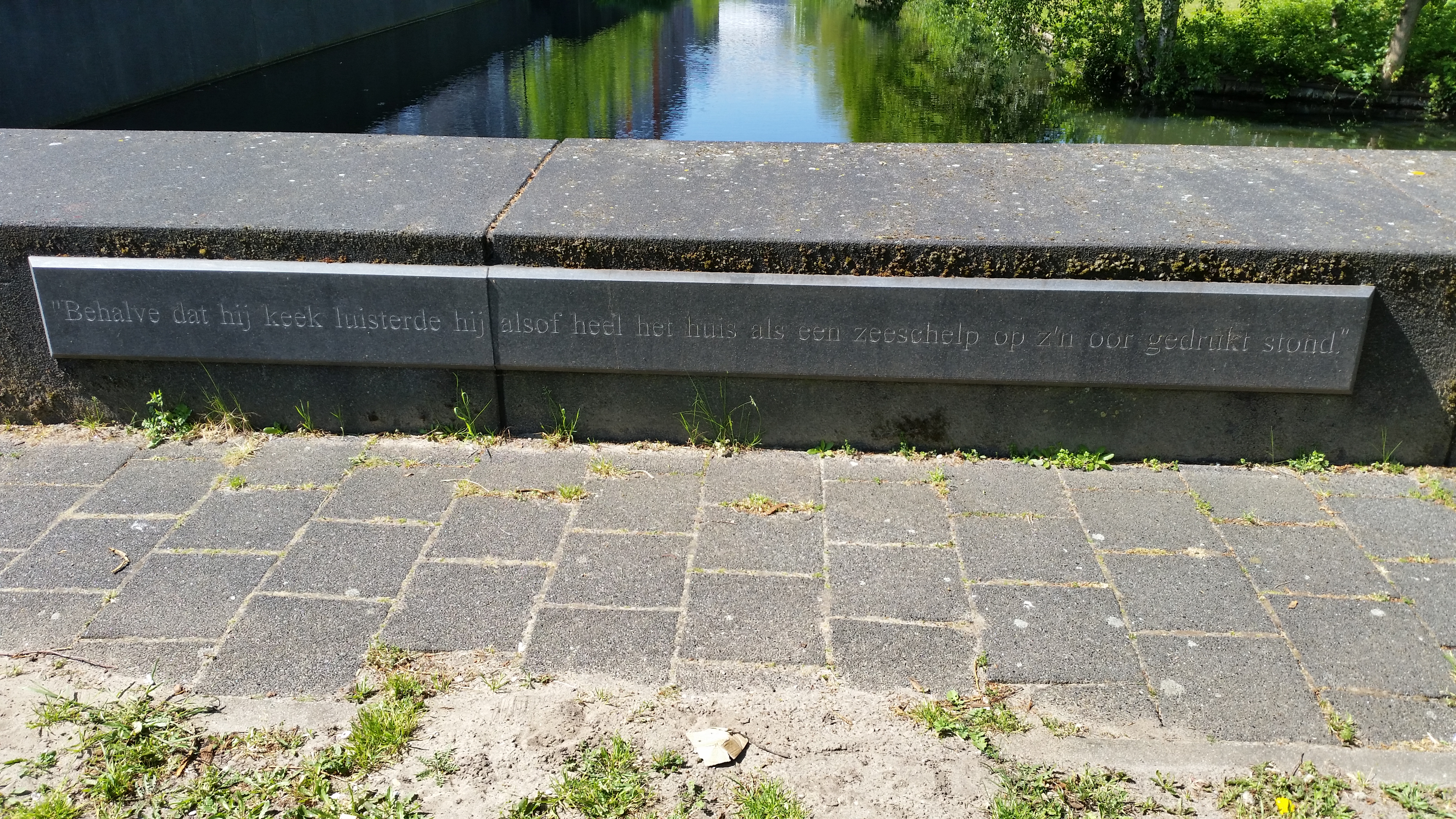
Bijschrift bij het beeld (mei 2020)

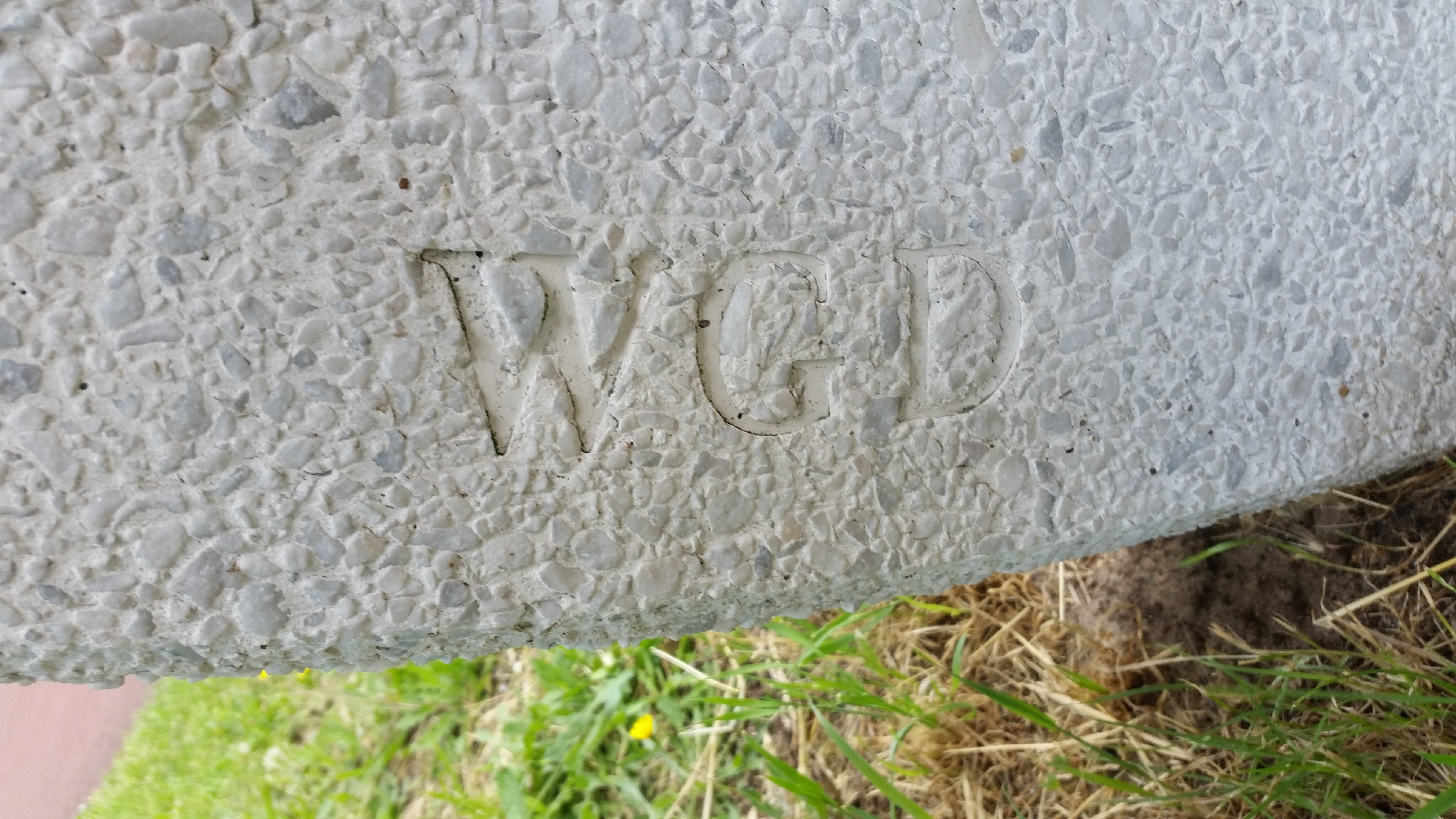
Monogram van kunstenaar (juli 2020)